# Daxihaizi Shuiku
Daxihaizi Shuiku (kinesiska: 大西海子水库) är en reservoar i Kina. Den ligger i den autonoma regionen Xinjiang, i den nordvästra delen av landet, omkring 360 kilometer söder om regionhuvudstaden Ürümqi. Daxihaizi Shuiku ligger 855 meter över havet. Arean är 40 kvadratkilometer. Trakten runt Daxihaizi Shuiku är ofruktbar med lite eller ingen växtlighet. Den sträcker sig 10,8 kilometer i nord-sydlig riktning, och 7,8 kilometer i öst-västlig riktning.
Genomsnittlig årsnederbörd är 51 millimeter. Den regnigaste månaden är juni, med i genomsnitt 20 mm nederbörd, och den torraste är februari, med 1 mm nederbörd.